# Championnats d'Europe d'haltérophilie 1953
Navigation
Édition précédente Édition suivante
Les championnats d'Europe d'haltérophilie 1953, trente-troisième édition des championnats d'Europe d'haltérophilie, ont eu lieu en 1953 à Stockholm, en Suède.